# Bujačić
Bujačić (Servisch cyrillisch Бујачић) is een plaats in de Servische gemeente Valjevo. De plaats telt 353 inwoners (2002).

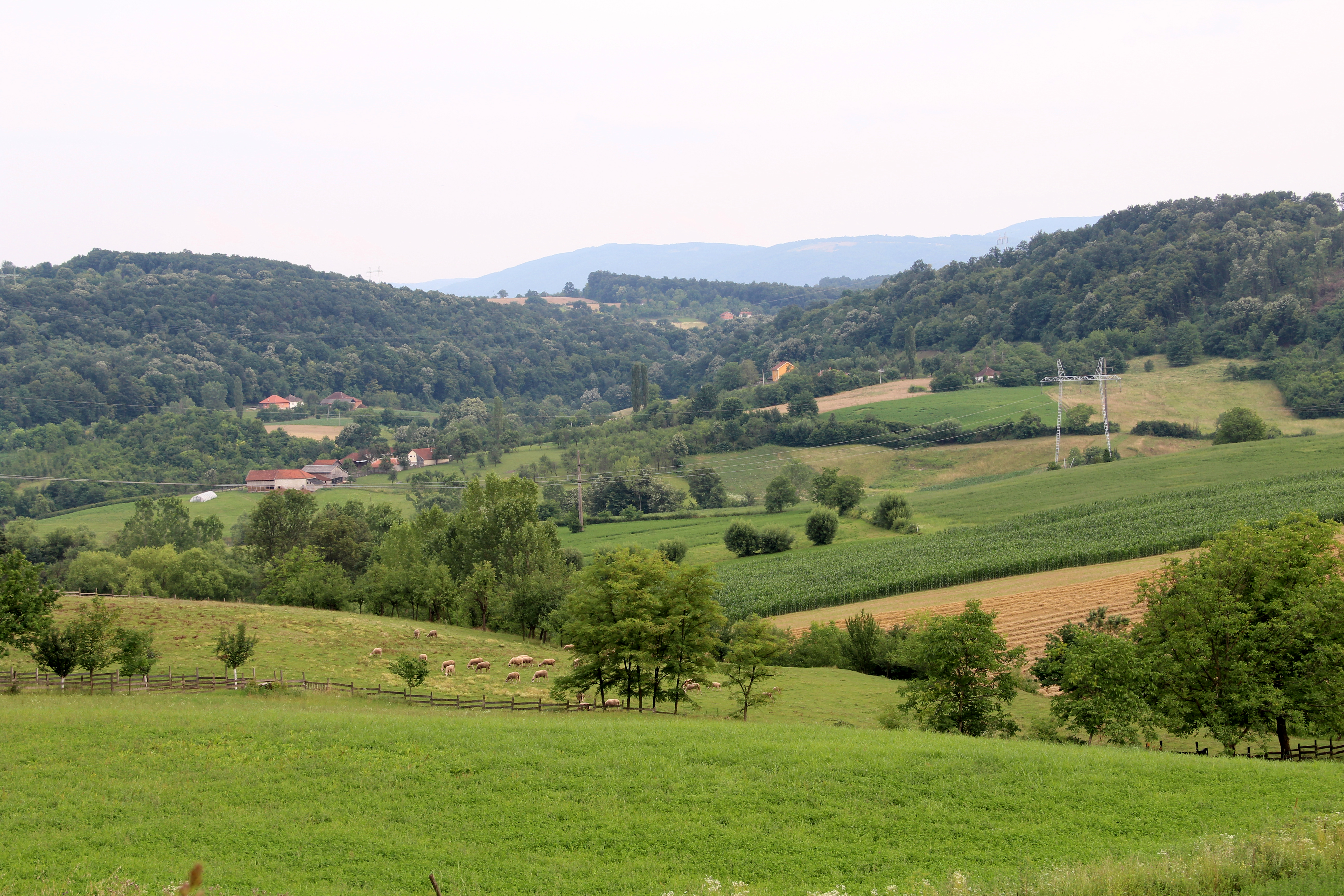
Bujačić - panorama
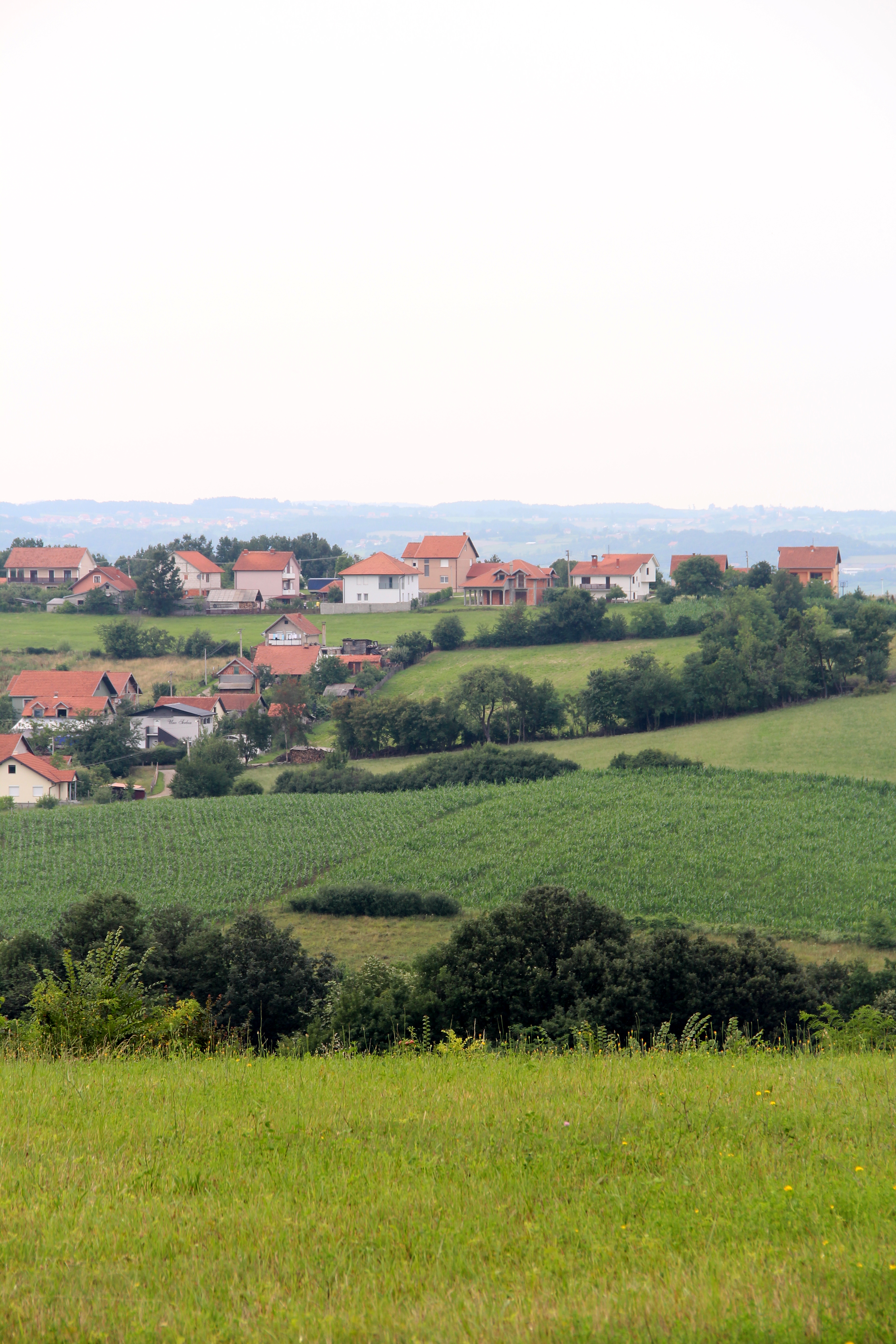
Bujačić - panorama
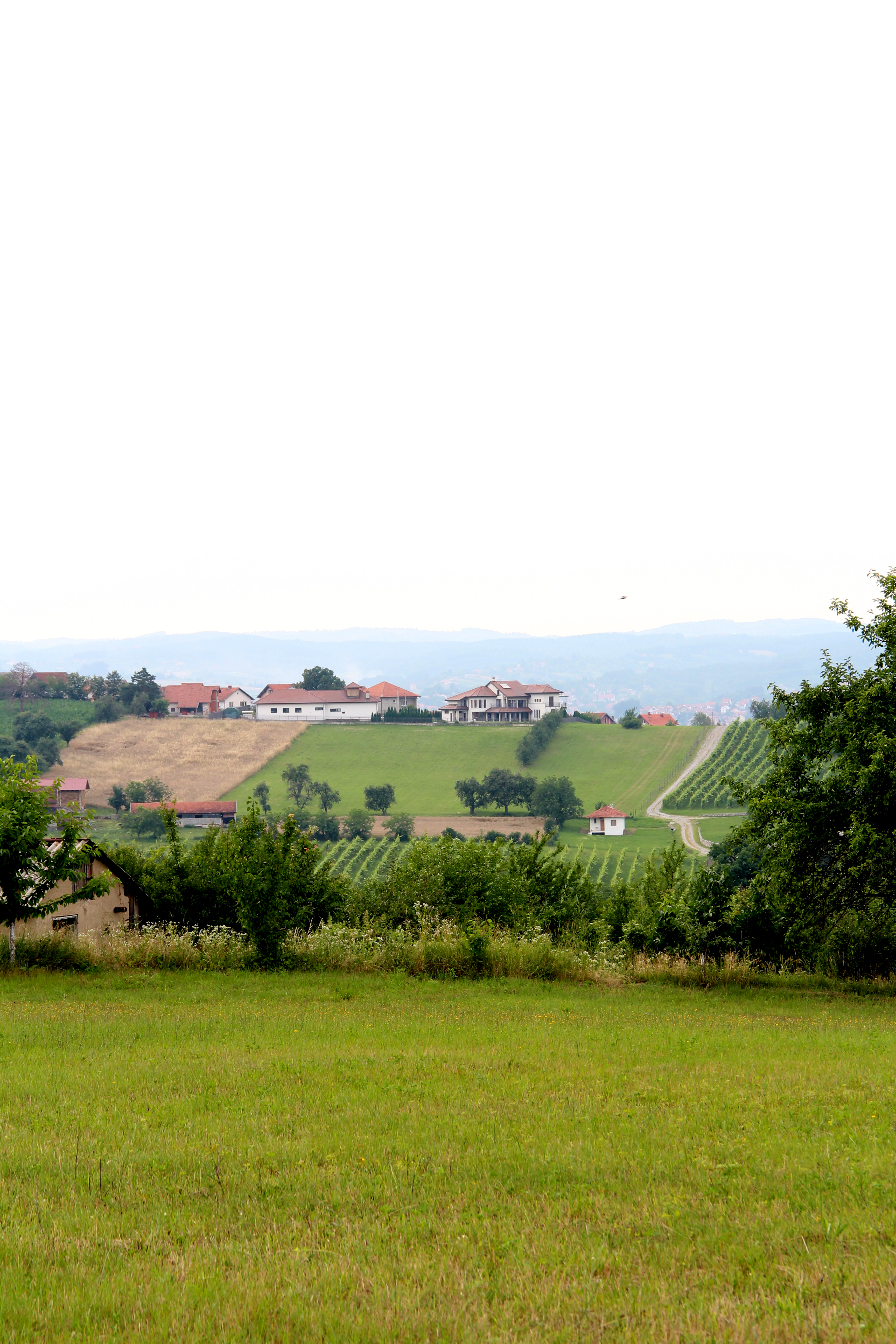
Bujačić - panorama
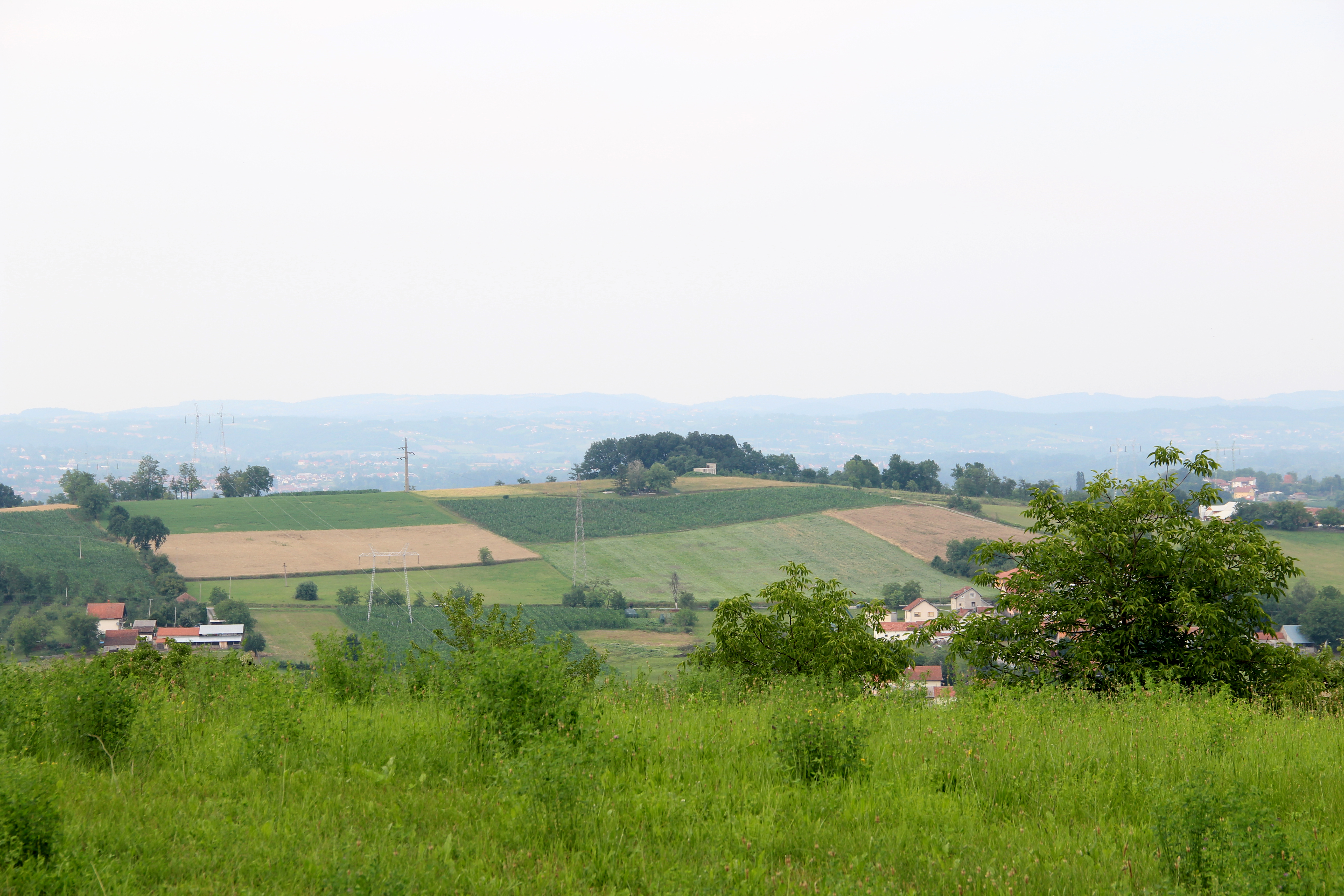
Bujačić - panorama
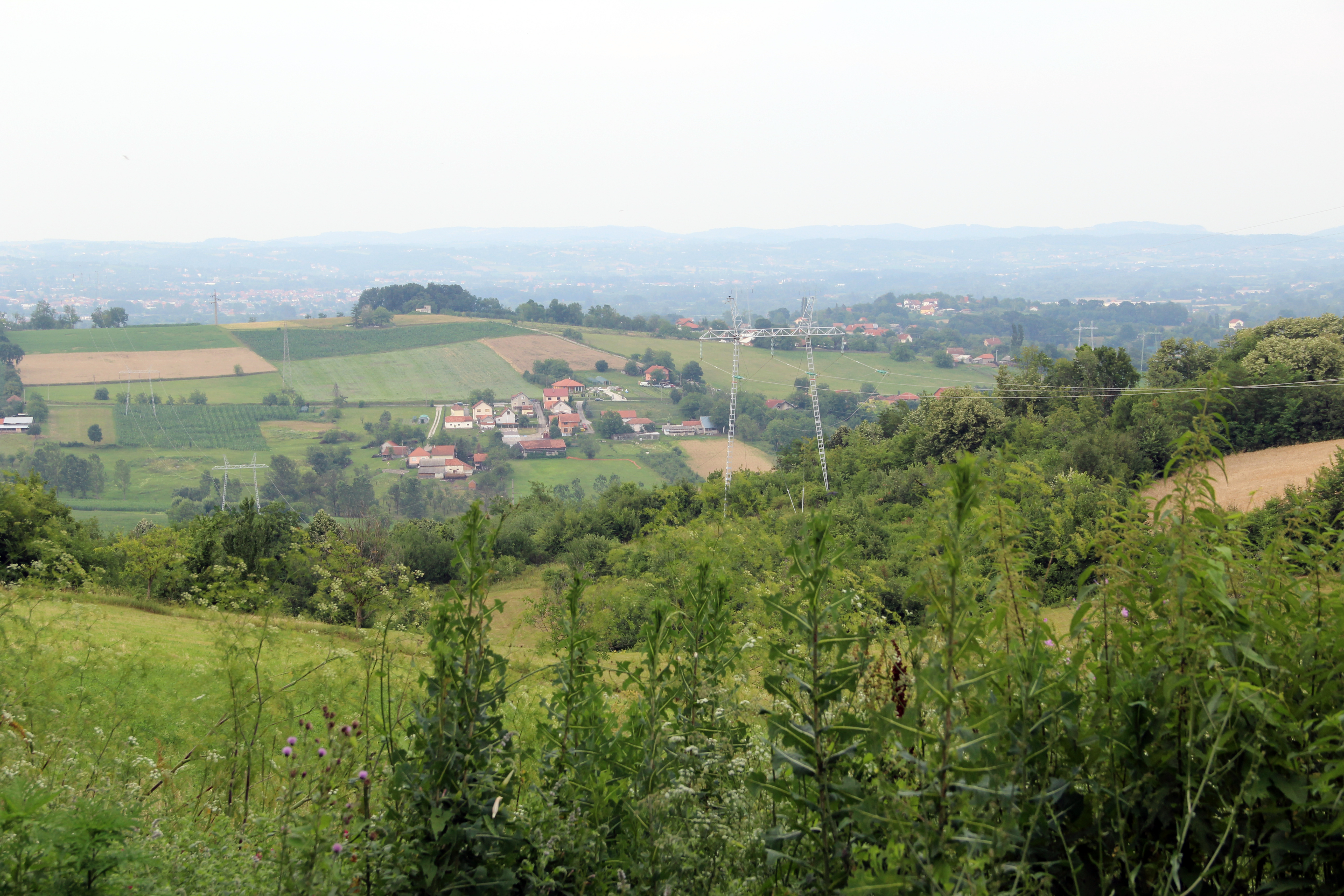
Bujačić - panorama
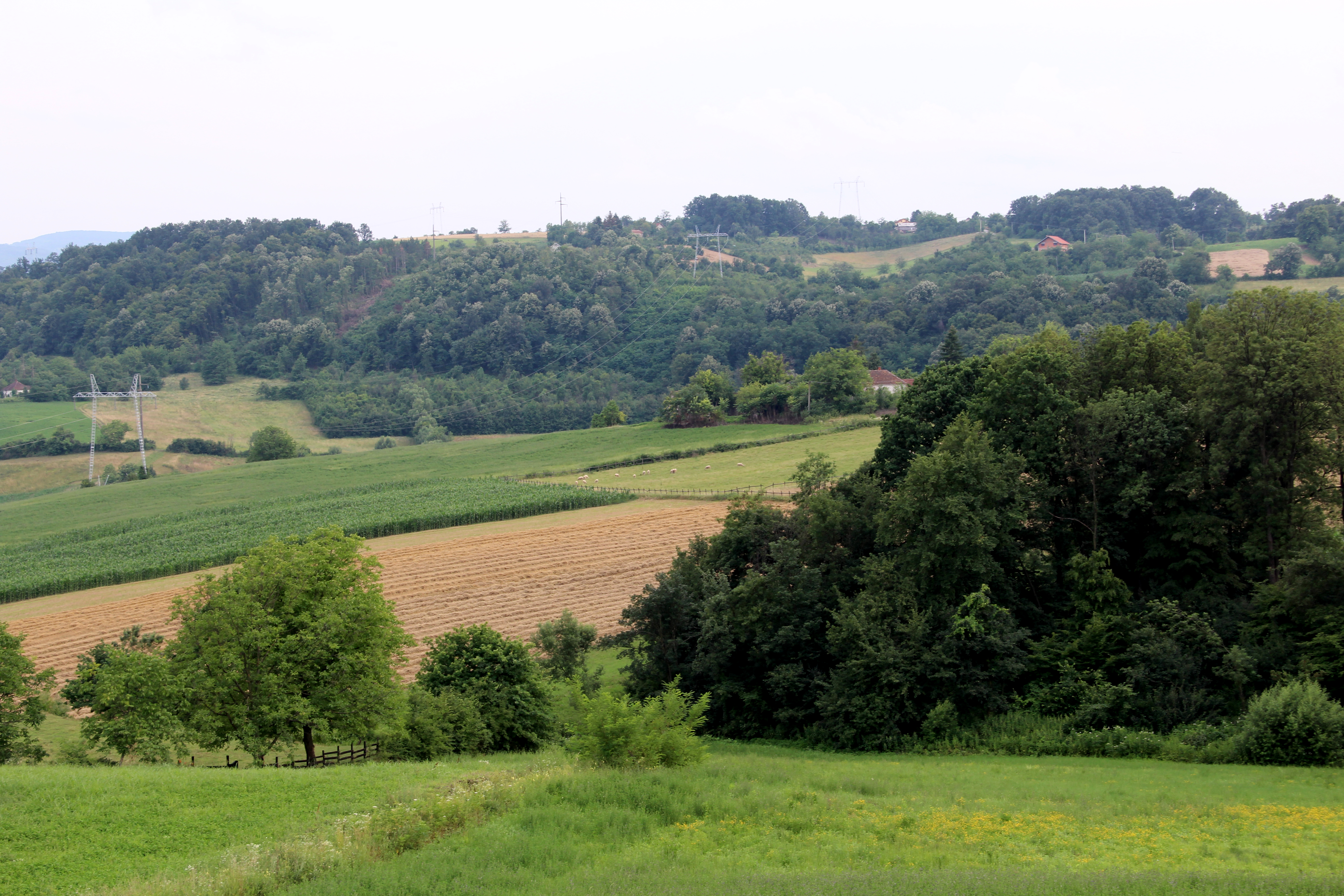
Bujačić - panorama
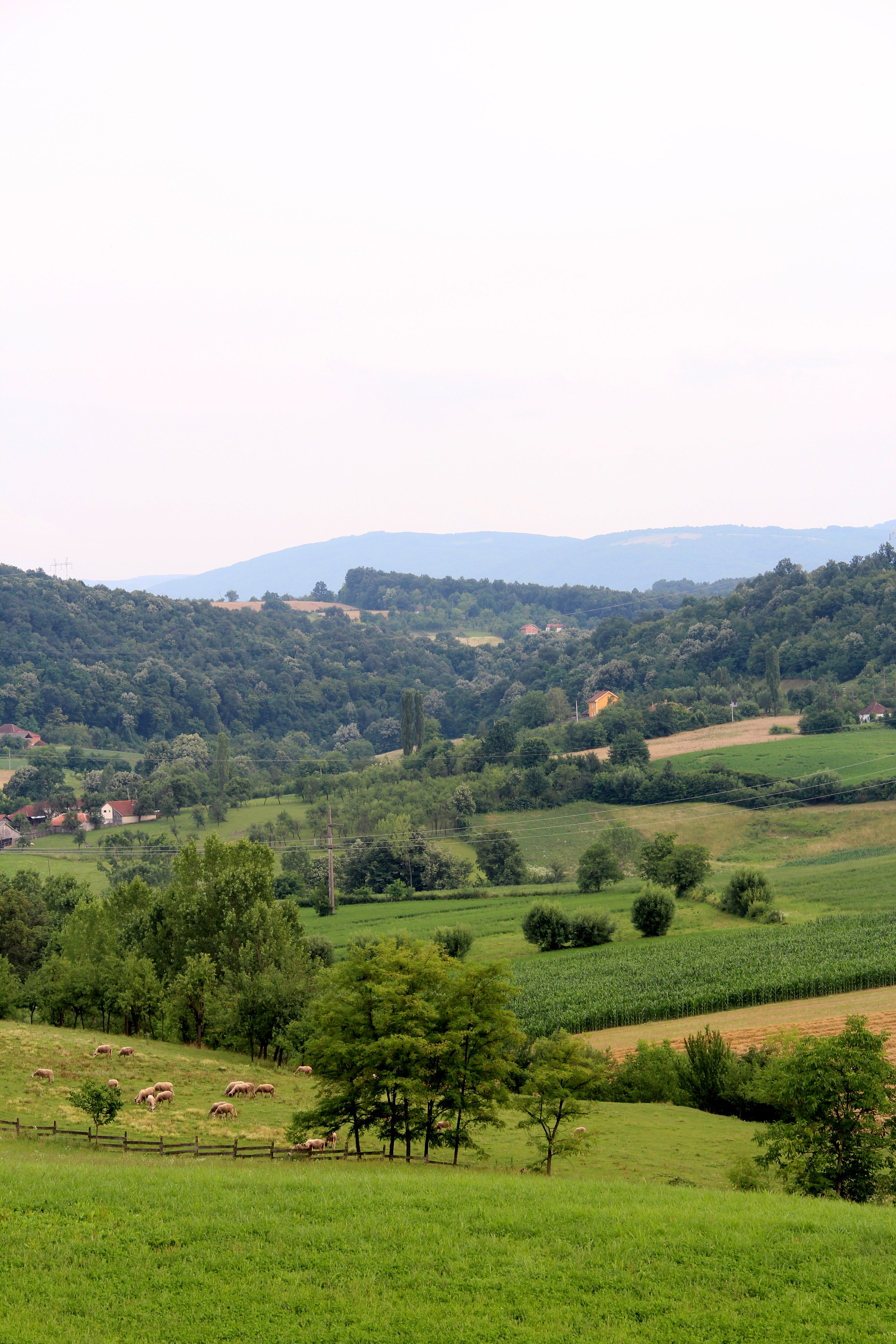
Bujačić - panorama